# EMM386
Tên EMM386 được sử dụng cho việc quản lý bộ nhớ mở rộng cho cả Microsoft MS-DOS và Digital Research DR-DOS, để tạo bộ nhớ mở rộng sử dụng bộ nhớ mở rộng trên CPU Intel 80386.
Công nghệ này xuất hiện đầu tiên với sự phát triển của CEMM, bao gồm với Compaq DOS 3.31 vào năm 1987. Phiên bản đầu tiên của Microsoft xuất hiện, ở bên trong, với Windows/386 2.1 vào năm 1988 và đứng một mình như EMM386.SYS với MS-DOS 4.01 vào năm 1989; phiên bản EMM386.EXE hoàn thiện hơn xuất hiện trong MS-DOS 5.0 vào năm 1991.
Như các trình quản lý bộ nhớ mở rộng khác, EMM386 sử dụng chế độ 8086 ảo. Nó tạm thời bị tắt đi trong phiên làm việc của Windows trong chế độ 386 nâng cao, với Windows' chế độ bảo vệ phần nhân chiếm quyền của nó.
EMM386.EXE phân vùng bộ nhớ vào các khối chưa sử dụng trong vùng bộ nhớ ở trên, cho phép trình điều khiển thiết bị và TSRs để trở thành "nạp cao", giữ lại quy ước bộ nhớ.